# Terror Blanco en Bulgaria
El Terror Blanco en Bulgaria fue un período de violencia represiva por parte de grupos contrarrevolucionarios y brutal represión de la insurgencia comunista de septiembre en el Reino de Bulgaria (1923) llevado a cabo para aplastar a cualquier oposición de izquierda contra el gobierno semi fascista de Alejandro Tsankov. Se estima la cantidad de víctimas en alrededor de 30 000 personas. Los combates y las represalias posteriores del gobierno, el llamado "terror blanco", mataron a más de 5000 personas. Unos 15 000 simpatizantes reales o presuntos de los insurgentes fueron arrestados inicialmente. El terror se desató durante el régimen de Tsankov, admirador de los regímenes autoritarios, se acercaba cada vez más a las nacientes ideas fascistas, pasando a ser incluso un ferviente admirador y un defensor de Adolf Hitler.

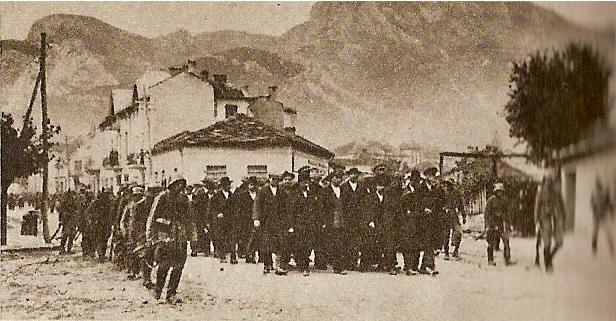
Arresto de rebeldes comunistas en Vratsa

Tsankov llevó a cabo entonces una política interior plenamente personalista, marcada por una brutal e implacable represión sobre agrarios y comunistas. Bulgaria entró en un período de desgobierno y de actos de terrorismo, hasta el punto que se calcula una cifra de víctimas cercana a las 20 000 personas.
Luego de la represión, los destacamentos shpitskomandi cometieron atrocidades contra la población civil en las regiones donde hubo levantamientos comunistas, con atrocidades particularmente grandes alrededor de la ciudad de Fernando.[¿cuál?] Los comunistas activos y los agrarios fueron asesinados, incluidos algunos que no participaron  los levantamientos. En los primeros meses se hizo perseguir a los comunistas y el 12 de septiembre de 1923 arrojó a unos 2500 de ellos a prisión. La mayoría de personas fueron asesinadas por grupos paramilitares (llamados comandos de Svalbard). Muchos activistas del Partido Comunista fueron sido asesinados, encarcelados u obligados a abandonar el país junto a sus familias. En todo el país, el terror blanco se instauró con el mayor furor. Miles de personas fueron asesinadas y colgadas de los postes en las ciudades y de los árboles en las zonas agrarias, con la idea de exterminar a los insurrectos y escarmentar al pueblo
Después del aplastamiento del levantamiento, sus líderes Gueorgui Dimitrov y Vasil Kolarov huyeron a Yugoslavia y luego a la Unión Soviética. Algunos de los rebeldes permanecieron en el país y actuaron como milicias aisladas en las montañas, otros emigraron a Yugoslavia. El levantamiento de septiembre fue llamado "el primer levantamiento antifascista en Europa".
Finalmente el terror blanco de Tsankov, la creciente inseguridad que comportaba, unido al afloramiento de la corrupción, acabaron por provocar un profundo rechazo y su Gobierno fue sustituido por otro más moderado, dirigido por Andréi Liapchev, quién puso fin al Terror. En 1944, Tsankov fue llamado por los nazis para asumir la dirección de un Gobierno búlgaro en el exilio en Alemania, en noviembre de 1944 con pasaporte falso provisto por la Iglesia católica logró huir a la Argentina donde fue recibido por el obispo Miguel de Andrea, quien le había suministrado un pasaporte falso donde figuraba como sacerdote italiano para burlar los controles migratorios del país y dinero para el viaje. Permanecería  alojado varios meses en la Curia de Buenos Aires ocultando su identidad hasta septiembre de 1955.